# Episymploce uncinata
Episymploce uncinata är en kackerlacksart som beskrevs av Bei-Bienko 1969. Episymploce uncinata ingår i släktet Episymploce och familjen småkackerlackor. Inga underarter finns listade i Catalogue of Life.